# Kuartango
Kuartango (em basco e oficialmente) ou Cuartango (em castelhano) é um município da Espanha na província de Álava, comunidade autónoma do País Basco, de área 84,39 km² com população de 358 habitantes (2007) e densidade populacional de 4,30 hab/km².

## Demografia
| Variação demográfica do município entre 1991 e 2004 | Variação demográfica do município entre 1991 e 2004 | Variação demográfica do município entre 1991 e 2004 | Variação demográfica do município entre 1991 e 2004 |
| --------------------------------------------------- | --------------------------------------------------- | --------------------------------------------------- | --------------------------------------------------- |
| 1991                                                | 1996                                                | 2001                                                | 2004                                                |
| 350                                                 | 343                                                 | 370                                                 | 364                                                 |